# Bova
VDL Bova, более известная как Bova — нидерландская компания, производящая автобусные кузова, входящая в холдинг VDL.
В 1931 году фирма начала делать автобусы.
Главной продукцией этого производителя автобусов является серия Futura с обтекаемыми кузовами. Готовые автобусные шасси при производстве не используются. В последнее время автобусы комплектуются двигателями марки DAF. Bova Futura впервые была представлена в 1980 году и выпускается до настоящего времени.

## Продукция
- Futura
- Lexio
- Magiq
- Synergy

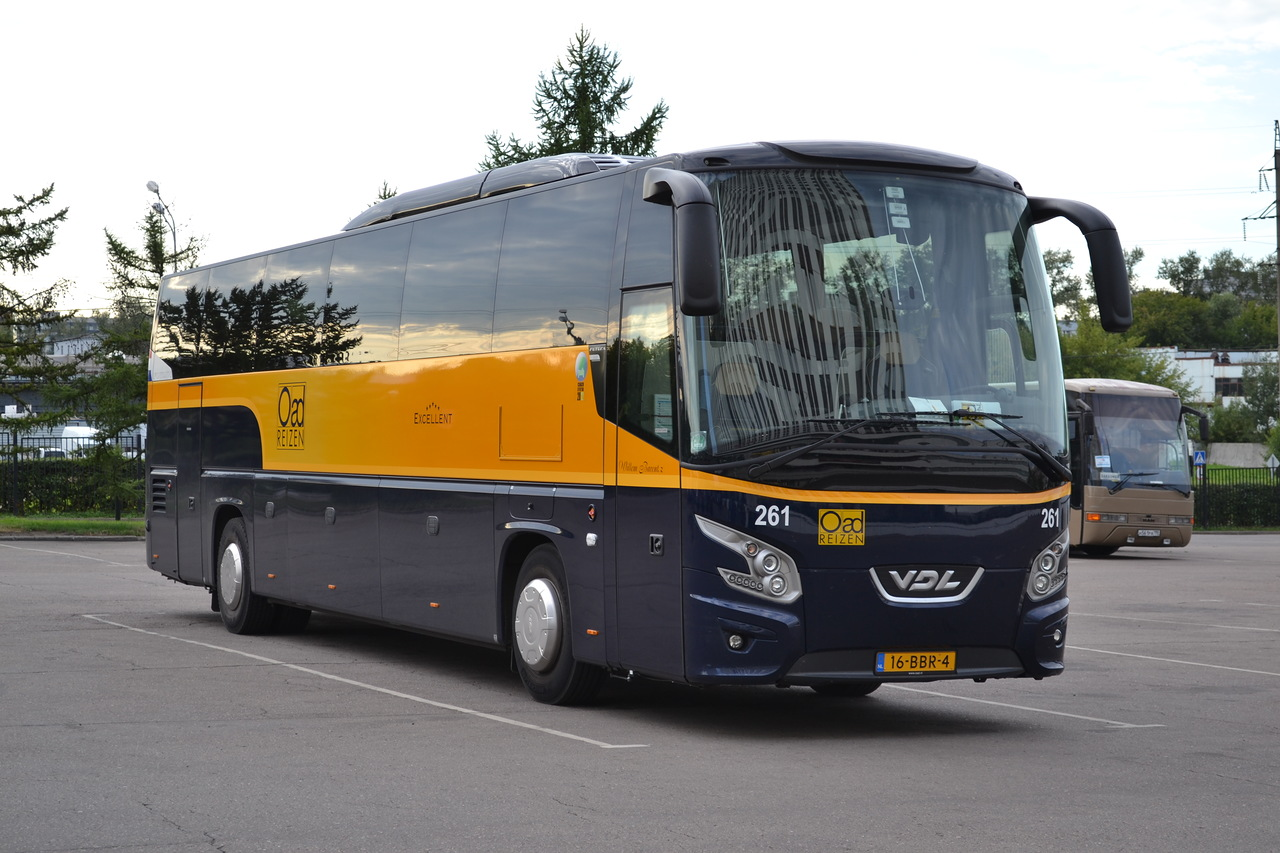
VDL Futura FHD2-122
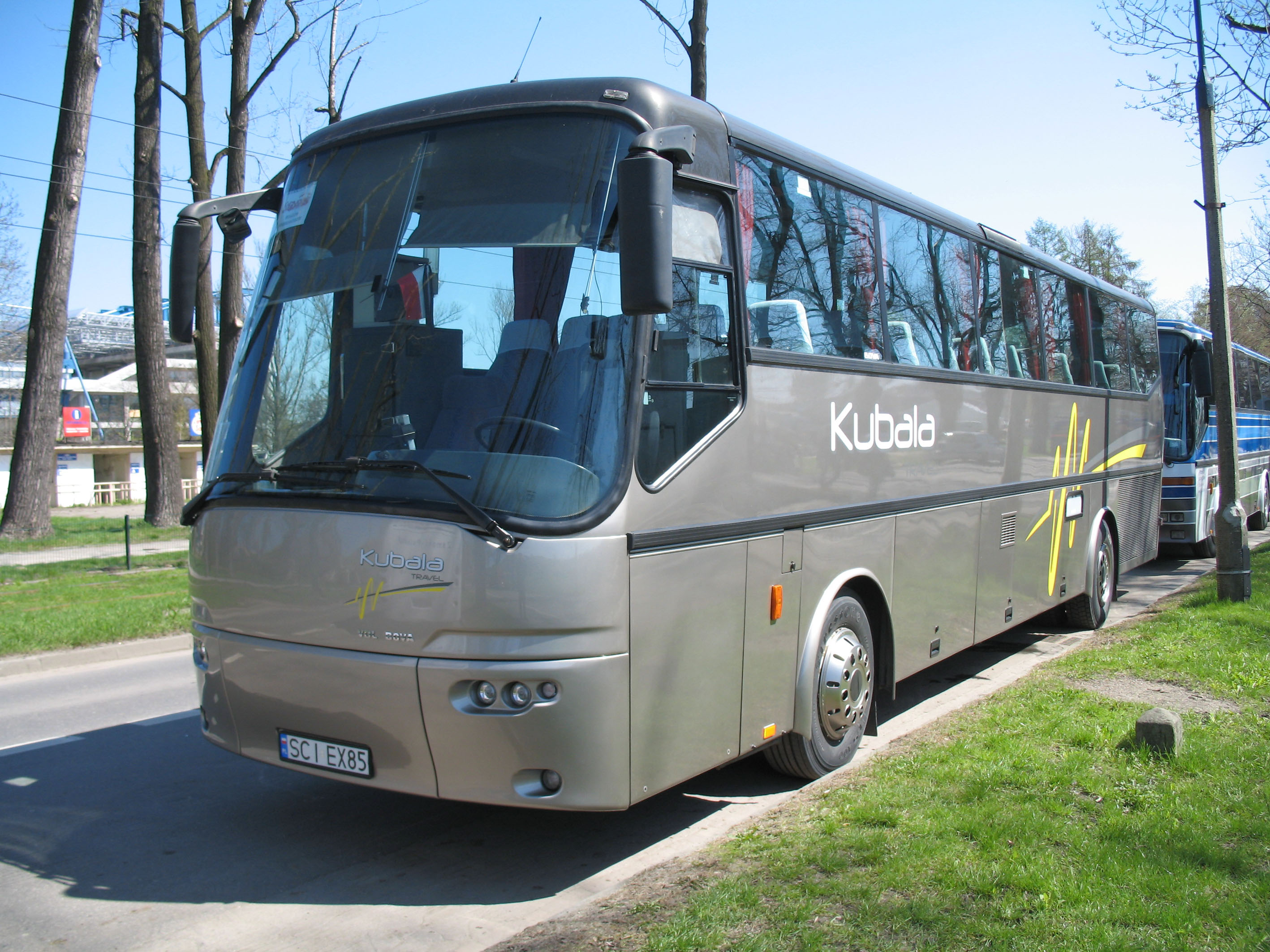
Bova Futura FHD 120-365
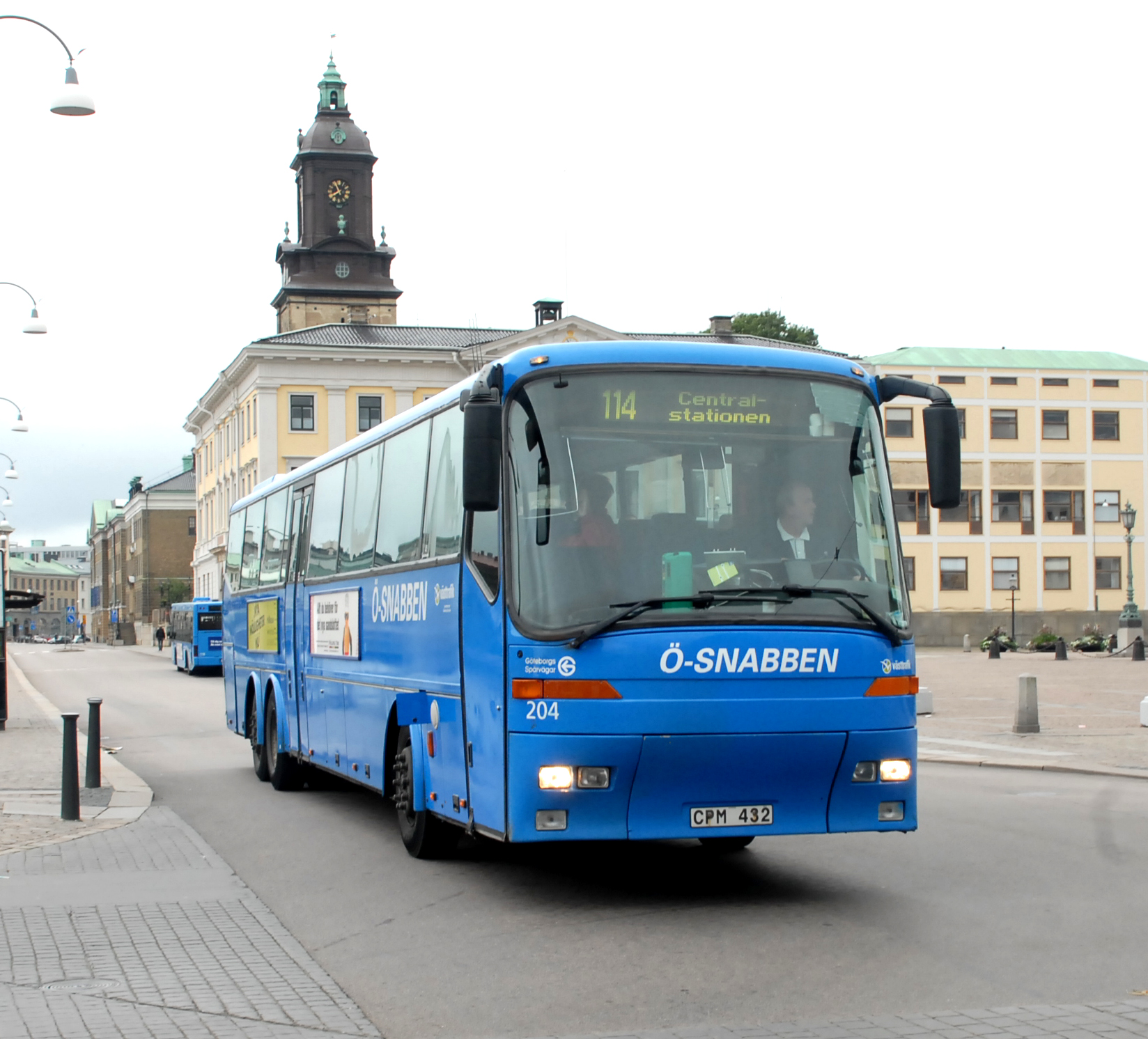
Bova Futura FLD 15-340 Magnum
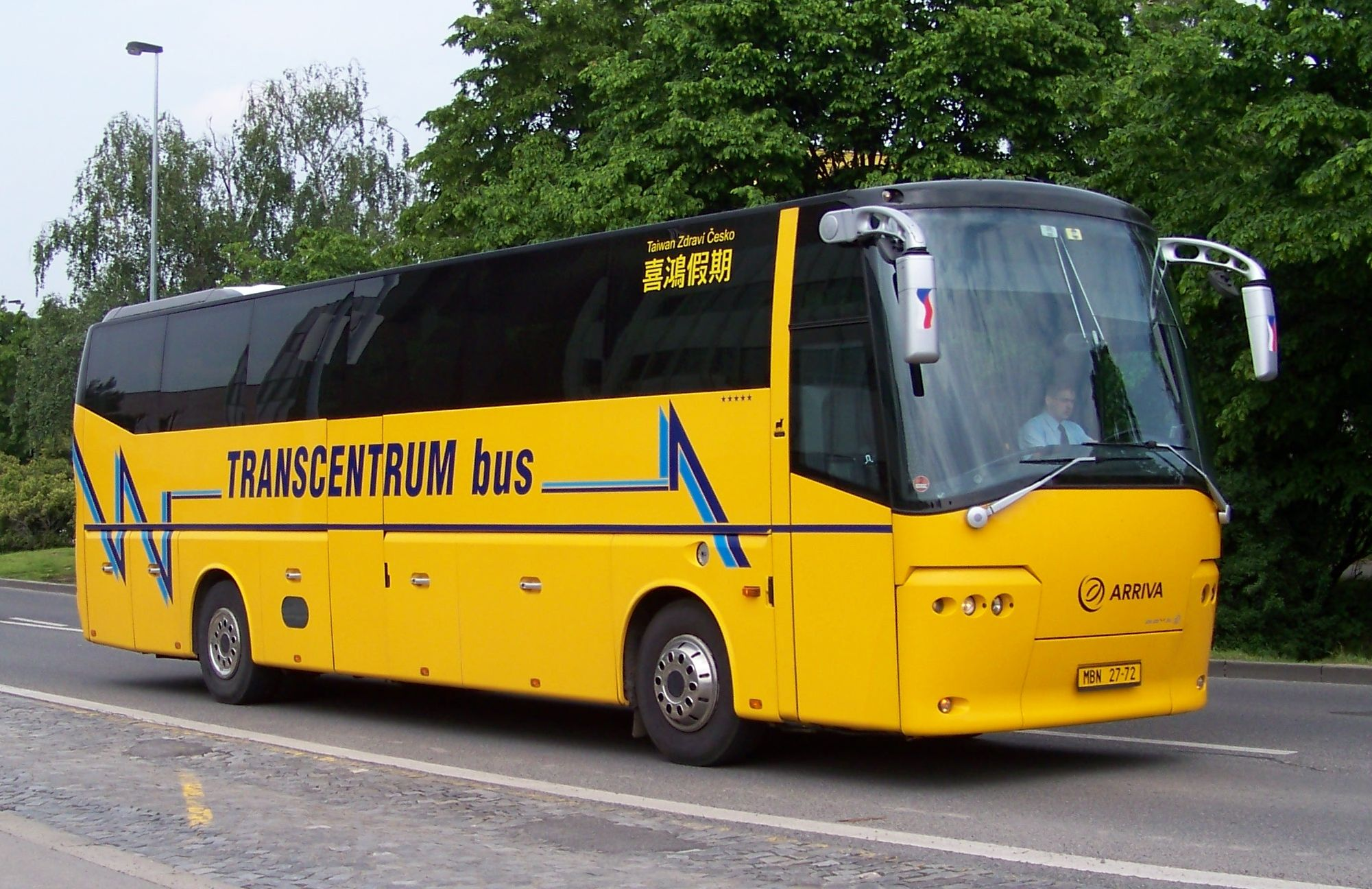
Bova Magiq MHD 122-410
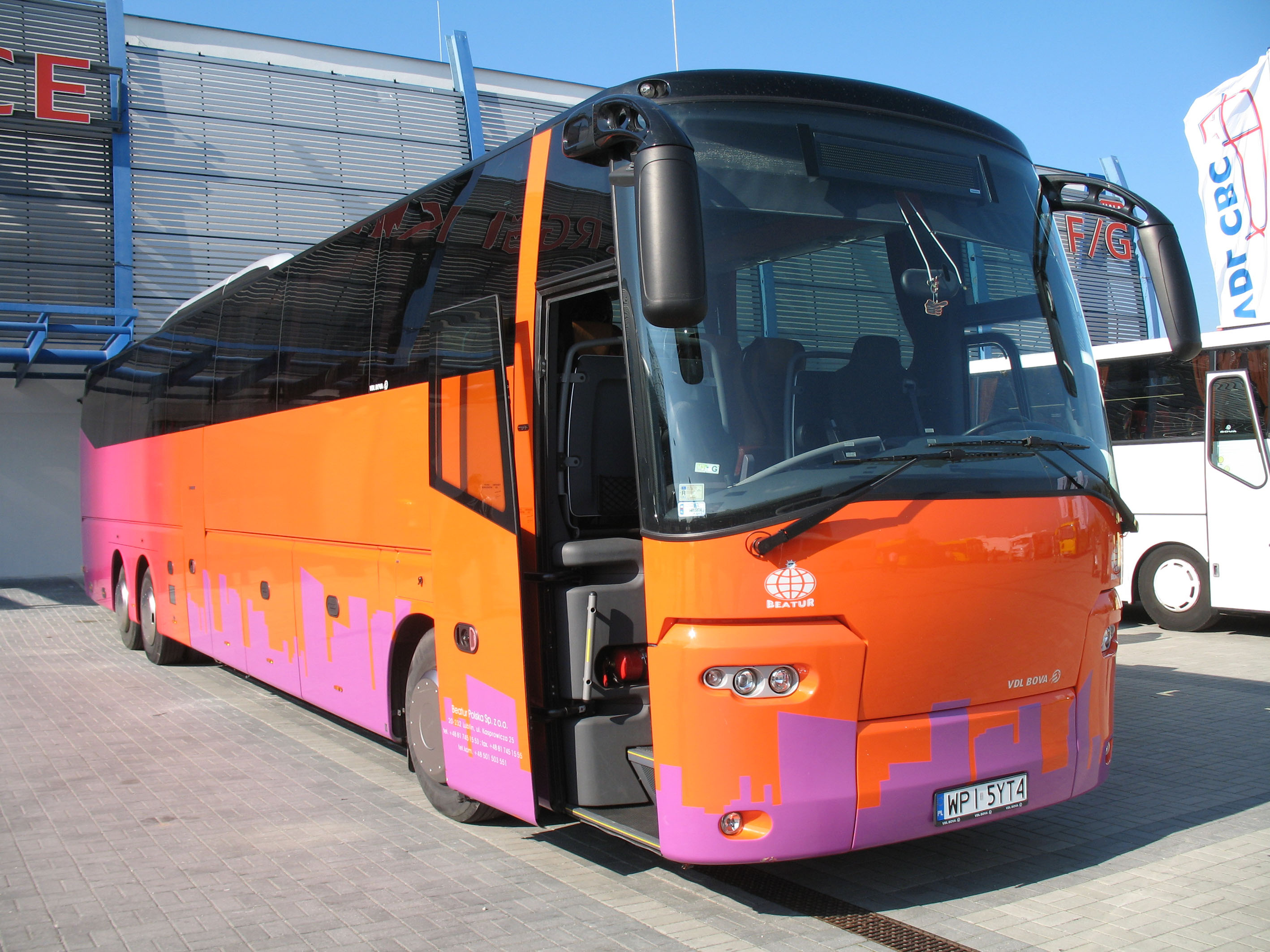
Bova Magiq MHD 148-460 Magnum
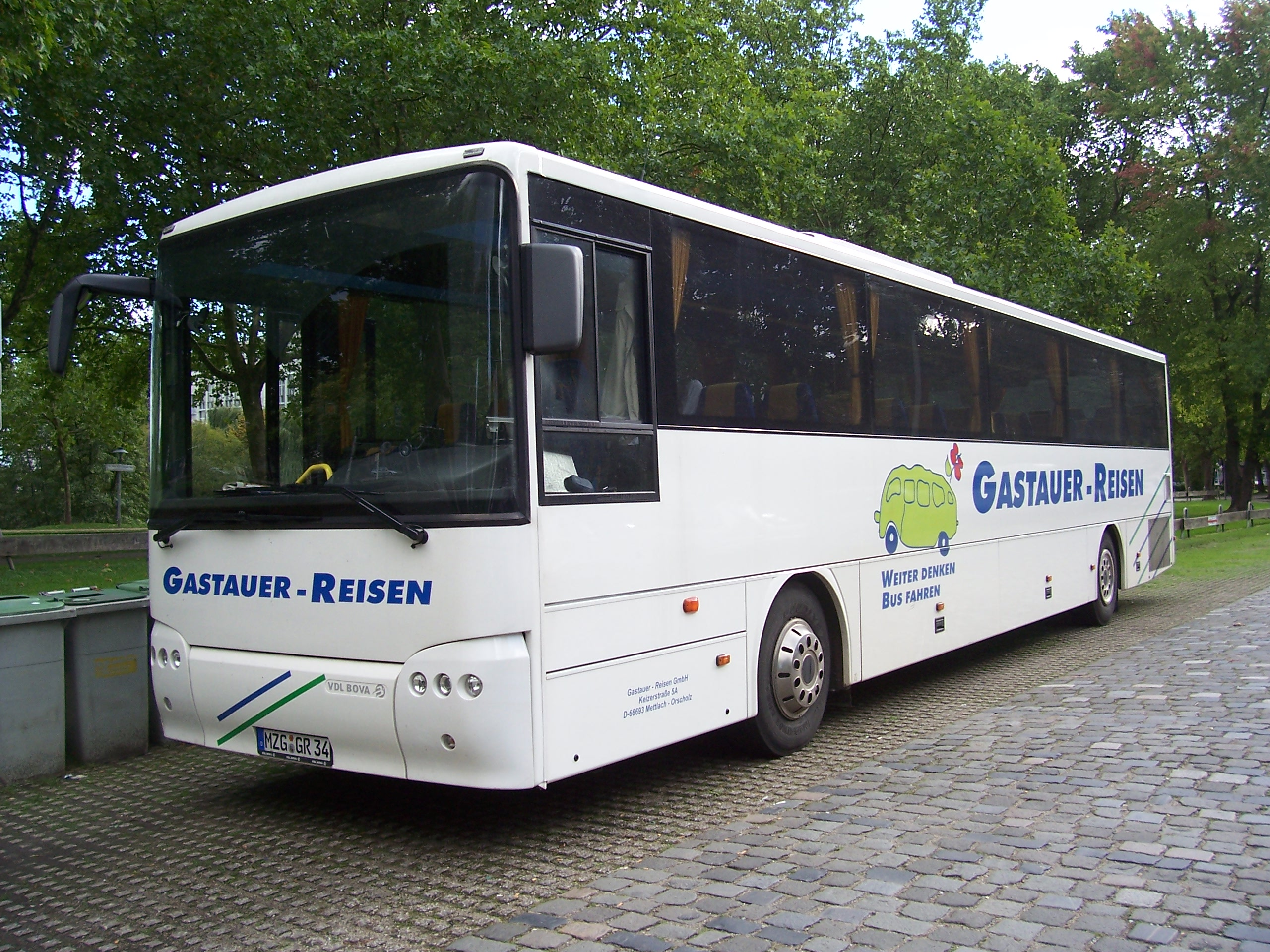
Bova Lexio

## Серия Futura
Futura FHD и FHM. Автобусы туристического класса, длиной от 10 м до 15 м, количество мест от 35 до 65, оборудование салона: кондиционер или климат-контроль, откидные мягкие сиденья, видеосистема с 2 или 3 мониторами, аудиосистема, биотуалет, спальное место водителя, багажные отделения от 7 м³ ретардер telma, отопитель Webasto, и др системы. Расшифровка названия модели: FHD Futura, двигатель DAF или PACCAR, FHM двигатель Mercedes-Benz, FHX двигатель MAN. Например FHD 12.280 двигатель DAF длина автобуса 12 м, мощность двигателя 280 кВт (у ранних моделей мощность указывалась в киловаттах, у более поздних (примерно с 1995 г.) в л. с.) например FHM 12.360 12 метров 360 л. с., модели с индексом «М» имеют наклонный пол, остальные ровный.

## Другие автобусные компании, входящие в VDL Groep
- Berkhof
- Jonckheere